# 2016年のパシフィック・リーグクライマックスシリーズ
2016年のパシフィック・リーグクライマックスシリーズは、2016年10月に開催されたプロ野球パシフィック・リーグのクライマックスシリーズである。

## 概要
本大会はSMBC日本シリーズ2016出場権をかけたプレーオフトーナメント。出場チームは順位は異なるが前年と同じ3チームとなった（2012年以来2度目）。また、福岡ソフトバンクホークスは、2004年以降のプレーオフも含め現在の制度下で初めての2位。
また、今大会は日本通運の特別協賛で「2016 日本通運クライマックスシリーズ・パ」として開催された。

### 1stステージ
2016年度レギュラーシーズン第2位の福岡ソフトバンクホークスと第3位の千葉ロッテマリーンズが3戦2勝先取制で争い、勝者がファイナルステージに進出する。
会期：10月8日から10月10日
会場：福岡ヤフオク!ドーム

### ファイナルステージ
2016年度レギュラーシーズン第1位の北海道日本ハムファイターズ（1勝分のアドバンテージが与えられる）とファーストステージ勝者の福岡ソフトバンクホークスが6戦4勝先取制で争い、勝者が2016SMBC日本シリーズへの出場権を得る。
会期：10月12日から10月16日
会場：札幌ドーム

### トーナメント表
|  | 1stステージ（準決勝） | 1stステージ（準決勝） |                                  |        | ファイナルステージ（決勝） | ファイナルステージ（決勝） |
|  |                       |                       |                                  |        |                            |                            |
|  |                       |                       |                                  |        |                            |                            |
|  |                       |                       |                                  |        |                            |                            |
|  |                       |                       |                                  |        |                            |                            |
|  |                       |                       | （6戦4勝制） 札幌ドーム          |        |                            |                            |
|  |                       |                       |                                  |        |                            |                            |
|  | 日本ハム（パ優勝）    | ☆○●○●○                |                                  |        |                            |                            |
|  | 日本ハム（パ優勝）    | ☆○●○●○                | （3戦2勝制） 福岡ヤフオク!ドーム |        |                            |                            |
|  |                       |                       | ソフトバンク（1st勝利）          | ★●○●○● |                            |                            |
|  | ソフトバンク（パ2位） | ○○                    | ソフトバンク（1st勝利）          | ★●○●○● |                            |                            |
|  | ソフトバンク（パ2位） | ○○                    |                                  |        |                            |                            |
|  | ロッテ（パ3位）       | ●●                    |                                  |        |                            |                            |
|  | ロッテ（パ3位）       | ●●                    |                                  |        |                            |                            |
|  |                       |                       |                                  |        |                            |                            |
|  |                       |                       |                                  |        |                            |                            |
|  |                       |                       |                                  |        |                            |                            |
|  |                       |                       |                                  |        |                            |                            |

☆・★=ファイナルステージのアドバンテージによる1勝・1敗分

## 試合結果

### 1stステージ
| 日付                           | 試合  | ビジター球団（先攻） | スコア | ホーム球団（後攻）       | 開催球場             |
| 10月8日（土）                  | 第1戦 | 千葉ロッテマリーンズ | 3 - 4  | 福岡ソフトバンクホークス | 福岡 ヤフオク!ドーム |
| 10月9日（日）                  | 第2戦 | 千葉ロッテマリーンズ | 1 - 4  | 福岡ソフトバンクホークス | 福岡 ヤフオク!ドーム |
| 勝者：福岡ソフトバンクホークス |       |                      |        |                          |                      |

#### 第1戦 10月8日
|              | 1 | 2 | 3 | 4 | 5 | 6 | 7 | 8 | 9 | R | H | E |
| ------------ | - | - | - | - | - | - | - | - | - | - | - | - |
| ロッテ       | 2 | 0 | 0 | 0 | 0 | 0 | 0 | 0 | 1 | 3 | 6 | 1 |
| ソフトバンク | 1 | 0 | 1 | 0 | 0 | 0 | 0 | 2 | X | 4 | 8 | 0 |

1. 開始：13時00分 試合時間：3時間10分 観衆：36,077人[1]
2. ロ：涌井（7回）- ●内（0回1/3）- 南（0回2/3）
3. ソ：千賀（7回）- ○スアレス（1回）- サファテ（1回）
4. 勝利：スアレス（1勝）
5. セーブ：サファテ（1S）
6. 敗戦：内（1敗）
7. 本塁打
ロ：清田1号（1回ソロ・千賀）、デスパイネ1号（1回ソロ・千賀）、デスパイネ2号（9回ソロ・サファテ）
ソ：内川1号（3回ソロ・涌井）
8. 審判
［球審］白井
［塁審］笠原（1B）、橋本（2B）、本田（3B）
［外審］有隅（LL）、小林（RL）

ロッテの先発は涌井、ソフトバンクの先発は千賀で始まった。ロッテが1回、清田の先頭打者本塁打とデスパイネの本塁打で2点を先制。対するソフトバンクも1回に内川のタイムリーで1点を返すと、3回には内川の本塁打で同点とした。8回の裏にソフトバンクが今宮のタイムリーで2点を勝ち越し、そのまま逃げ切った。ソフトバンクがファイナルステージ進出に王手をかけた。

#### 第2戦 10月9日
|              | 1 | 2 | 3 | 4 | 5 | 6 | 7 | 8 | 9 | R | H | E |
| ------------ | - | - | - | - | - | - | - | - | - | - | - | - |
| ロッテ       | 1 | 0 | 0 | 0 | 0 | 0 | 0 | 0 | 0 | 1 | 5 | 1 |
| ソフトバンク | 0 | 0 | 0 | 1 | 1 | 0 | 0 | 2 | X | 4 | 8 | 0 |

1. 開始：13時01分 試合時間：3時間16分 観衆：38,500人[2]
2. ロ：●石川（5回1/3）- 大谷（0回2/3）- 松永（1回）- 南（0回1/3）- 西野（0回2/3）
3. ソ：○バンデンハーク（6回）- 岩嵜（1回）- スアレス（1回）- サファテ（1回）
4. 勝利：バンデンハーク（1勝）
5. セーブ：サファテ（2S）
6. 敗戦：石川（1敗）
7. 本塁打
ロ：清田2号（1回ソロ・バンデンハーク）
8. 審判
［球審］本田
［塁審］橋本（1B）、有隅（2B）、小林（3B）
［外審］福家（LL）、笠原（RL）

ロッテが１回に清田の2試合連続の先頭打者本塁打で先制した。ソフトバンクは4回に明石のタイムリーで同点とすると、5回に本多のタイムリーで勝ち越し。8回には今宮のタイムリーで2点を追加し勝利。ソフトバンクがファイナルステージ進出を決めた。

### ファイナルステージ
| 日付                             | 試合           | ビジター球団（先攻）     | スコア | ホーム球団（後攻）         | 開催球場   |
| アドバンテージ                   | アドバンテージ | 福岡ソフトバンクホークス |        | 北海道日本ハムファイターズ |            |
| 10月12日（水）                   | 第1戦          | 福岡ソフトバンクホークス | 0 - 6  | 北海道日本ハムファイターズ | 札幌ドーム |
| 10月13日（木）                   | 第2戦          | 福岡ソフトバンクホークス | 6 - 4  | 北海道日本ハムファイターズ | 札幌ドーム |
| 10月14日（金）                   | 第3戦          | 福岡ソフトバンクホークス | 1 - 4  | 北海道日本ハムファイターズ | 札幌ドーム |
| 10月15日（土）                   | 第4戦          | 福岡ソフトバンクホークス | 5 - 2  | 北海道日本ハムファイターズ | 札幌ドーム |
| 10月16日（日）                   | 第5戦          | 福岡ソフトバンクホークス | 4 - 7  | 北海道日本ハムファイターズ | 札幌ドーム |
| 勝者：北海道日本ハムファイターズ |                |                          |        |                            |            |

#### 第1戦 10月12日
|              | 1 | 2 | 3 | 4 | 5 | 6 | 7 | 8 | 9 | R | H | E |
| ------------ | - | - | - | - | - | - | - | - | - | - | - | - |
| ソフトバンク | 0 | 0 | 0 | 0 | 0 | 0 | 0 | 0 | 0 | 0 | 1 | 1 |
| 日本ハム     | 0 | 0 | 0 | 0 | 6 | 0 | 0 | 0 | X | 6 | 9 | 0 |

1. 開始：18時00分 試合時間：2時間55分 観衆：36,633人[3]
2. ソ：●武田（4回1/3）- 東浜（0回2/3）- 寺原（2回）- 森（1回）
3. 日：○大谷（7回）- 谷元（1回）- マーティン（1回）
4. 勝利：大谷（1勝）
5. 敗戦：武田（1敗）
6. 本塁打
日：中田1号（5回2ラン・武田）
7. 審判
［球審］佐々木
［塁審］名幸（1B）、敷田（2B）、土山（3B）
［外審］西本（LL）、牧田（RL）

ソフトバンクは武田、日本ハムは大谷の先発で幕が開けた。試合は4回まで両軍無得点だったが、5回裏日本ハムは武田を攻め1死2、3塁のチャンスを作ると、西川、近藤の2点タイムリー、中田の2点本塁打で武田をノックアウト。そのまま逃げ切った日本ハムがアドバンテージを含め２勝先行した。

#### 第2戦 10月13日
|              | 1 | 2 | 3 | 4 | 5 | 6 | 7 | 8 | 9 | R | H  | E |
| ------------ | - | - | - | - | - | - | - | - | - | - | -- | - |
| ソフトバンク | 0 | 2 | 0 | 0 | 0 | 0 | 0 | 1 | 3 | 6 | 11 | 0 |
| 日本ハム     | 0 | 0 | 0 | 1 | 1 | 2 | 0 | 0 | 0 | 4 | 8  | 0 |

1. 開始：18時00分 試合時間：3時間40分 観衆：26,548人[4]
2. ソ：中田（5回2/3）- 東浜（1回）- 森福（0回0/3）- ○岩嵜（1回1/3）- サファテ（1回）
3. 日：増井（6回）- 石井（1回）- 宮西（1回）- ●マーティン（0回1/3）- 谷元（0回2/3）
4. 勝利：岩嵜（1勝）
5. セーブ：サファテ（1S）
6. 敗戦：マーティン（1敗）
7. 本塁打
ソ：松田1号（8回ソロ・宮西）
日：レアード1号（5回ソロ・中田）
8. 審判
［球審］土山
［塁審］敷田（1B）、西本（2B）、牧田（3B）
［外審］飯塚（LL）、名幸（RL）

第2戦の先発はソフトバンクが中田、日本ハムが増井。ソフトバンクは2回表、今宮と細川のタイムリーで先制。日本ハムは中盤に4点を挙げ逆転する。しかしソフトバンクは8回に松田の本塁打で1点を返すと、9回には抑えのマーティンを攻め、3点を挙げて逆転。その裏をサファテが締め、ソフトバンクが勝利した。ポストシーズンでの対ソフトバンク戦の日本ハムの連勝は、7でストップした。

#### 第3戦 10月14日
|              | 1 | 2 | 3 | 4 | 5 | 6 | 7 | 8 | 9 | R | H | E |
| ------------ | - | - | - | - | - | - | - | - | - | - | - | - |
| ソフトバンク | 0 | 0 | 1 | 0 | 0 | 0 | 0 | 0 | 0 | 1 | 7 | 0 |
| 日本ハム     | 4 | 0 | 0 | 0 | 0 | 0 | 0 | 0 | X | 4 | 7 | 0 |

1. 開始：18時00分 試合時間：3時間17分 観衆：39,456人[5]
2. ソ：●千賀（5回1/3）- 東浜（0回2/3）- 森福（1回）- スアレス（1回）
3. 日：○有原（7回）- 石井（0回1/3）- 谷元（0回2/3）-バース（1回）
4. 勝利：有原（1勝）
5. セーブ：バース（1S）
6. 敗戦：千賀（1敗）
7. 本塁打
ソ：中村晃1号（3回ソロ・有原）
日：レアード2号（1回3ラン・千賀）
8. 審判
［球審］牧田
［塁審］西本（1B）、飯塚（2B）、名幸（3B）
［外審］佐々木（LL）、敷田（RL）

日本ハムは1回、ソフトバンク先発の千賀を捉え、4点を先制する。日本ハム先発の有原は7回を本塁打による1点に抑える好投。日本ハムが日本シリーズ進出に王手をかけた。対するソフトバンクはランナーを出しながらも得点に結びつけることが出来ず後がなくなった。

#### 第4戦 10月15日
|              | 1 | 2 | 3 | 4 | 5 | 6 | 7 | 8 | 9 | R | H  | E |
| ------------ | - | - | - | - | - | - | - | - | - | - | -- | - |
| ソフトバンク | 0 | 1 | 1 | 2 | 0 | 1 | 0 | 0 | 0 | 5 | 12 | 0 |
| 日本ハム     | 0 | 0 | 0 | 0 | 0 | 2 | 0 | 0 | 0 | 2 | 6  | 2 |

1. 開始：14時00分 試合時間：3時間7分 観衆：41,138人[6]
2. ソ：○バンデンハーク（6回）- 岩嵜（1回）- 森福（0回2/3）- スアレス（0回1/3）- サファテ（1回）
3. 日：●高梨（4回）- 鍵谷（1回）- 白村（2回）- 井口（2回）
4. 勝利：バンデンハーク（1勝）
5. セーブ：サファテ（2S）
6. 敗戦：高梨（1敗）
7. 本塁打
ソ：長谷川1号（2回ソロ・高梨）、今宮1号（4回2ラン・高梨）、松田2号（6回ソロ・白村）
8. 審判
［球審］名幸
［塁審］飯塚（1B）、佐々木（2B）、敷田（3B）
［外審］土山（LL）、西本（RL）

ソフトバンクが2回、長谷川の本塁打で先制した。その後も効果的に加点したソフトバンクがシリーズ2勝目。バンデンハークは6回を2失点にまとめ、リリーフ陣が無失点でつないだ。

#### 第5戦 10月16日
|              | 1 | 2 | 3 | 4 | 5 | 6 | 7 | 8 | 9 | R | H | E |
| ------------ | - | - | - | - | - | - | - | - | - | - | - | - |
| ソフトバンク | 4 | 0 | 0 | 0 | 0 | 0 | 0 | 0 | 0 | 4 | 5 | 1 |
| 日本ハム     | 0 | 1 | 1 | 3 | 2 | 0 | 0 | 0 | X | 7 | 8 | 1 |

1. 開始：14時00分 試合時間：3時間15分 観衆：41,138人[7]
2. ソ：摂津（3回）- ●東浜（0回1/3）- 森（1回2/3）- 岩嵜（2回）- スアレス（1回）
3. 日：加藤（1回）- ○バース（4回）- 谷元（2回）- 宮西（1回）- 大谷（1回）
4. 勝利：バース（1勝）
5. セーブ：大谷（1S）
6. 敗戦：東浜（1敗）
7. 本塁打
ソ：松田2号（1回3ラン・加藤）
日：中田2号（2回ソロ・摂津）
8. 審判
［球審］敷田
［塁審］佐々木（1B）、土山（2B）、西本（3B）
［外審］牧田（LL）、飯塚（RL）

ソフトバンクが1回に日本ハム先発の加藤を攻め4点を先制も、先発の摂津、2番手の東浜が粘れず4回に逆転を許す。9回日本ハムは指名打者で先発出場していた大谷が抑えで登板。日本最速の165kmを出すなど、三者凡退に抑えゲームセット。日本ハムが4年ぶりの日本シリーズ進出となった。
なお、日本ハムは2023年から一軍の本拠地をエスコンフィールドHOKKAIDOに移転しているが、この年から本拠地移転までに出場したCSは3位だった2018年（敵地での開催だった1stステージで敗退）が唯一であるため、この年が日本ハムの本拠地移転前に札幌ドームで開催された最後のCSとなった。

表彰選手
- クライマックスシリーズMVP
  - 中田翔（北海道日本ハムファイターズ[8]）

## 記録

### 1stステージ
- 2試合連続先頭打者本塁打 - 清田育宏（千葉ロッテマリーンズ）　※クライマックスシリーズ初（ポストシーズンゲーム全体でも初となる）[9]

### ファイナルステージ
- 1イニング4盗塁 - 福岡ソフトバンクホークス【第2戦・9回】　※クライマックスシリーズ最多記録（ポストシーズンゲーム全体でも最多）[10]

## テレビ・ラジオ放送

### テレビ放送

#### 1stステージ放送日程
第1戦
- 九州朝日放送（KBC）≪地上波、テレビ朝日系列・九州ブロックネット≫
  - ネット局：熊本朝日放送、大分朝日放送、鹿児島放送、琉球朝日放送
  - 放送時間：12:55 - 15:55（最大延長17:30）[注 1]
- TOKYO MX ≪地上波、独立局・東京都ローカル≫
  - 放送時間：13:00 - 16:30　※MX2（サブチャンネル・093ch）で放送
- NHK BS1
  - 放送時間：13:00 - 16:30（試合終了まで放送）
- FOXスポーツ&エンターテイメント ≪有料BS・CS≫[12]
  - 放送時間：12:45 - 17:00（試合終了まで放送）

第2戦
- 福岡放送（FBS）≪地上波、日本テレビ系列・福岡県ローカル≫
  - 放送時間：12:35 - 16:55
- TOKYO MX ≪地上波、独立局・東京都ローカル≫
  - 放送時間：13:00 - 16:30　※13:00 - 15:00はMX2（サブチャンネル・093ch）で、15:00 - 16:30はMX1（メインチャンネル・091ch）で、それぞれ放送
- NHK BS1 ≪試合途中からはセ・1st 巨人 vs DeNA等とマルチ編成≫
  - 放送時間：13:00 - 16:30（試合終了まで放送）　※13:49以降はマルチチャンネルを実施し、サブチャンネル102chにて放送
- FOXスポーツ&エンターテイメント ≪有料BS・CS≫[13]
  - 放送時間：12:45 - 17:00（試合終了まで放送）

※なお、第3戦が行われた場合には、以下の各局で放送予定であった。
- RKB毎日放送 ≪地上波、TBS系列・福岡県ローカル≫
- TOKYO MX ≪地上波、独立局・東京都ローカル≫　※MX1（メインチャンネル・091ch）で放送予定であった
- NHK BS1
- FOXスポーツ&エンターテイメント ≪有料BS・CS≫

#### ファイナルステージ放送日程
第1戦
- 北海道放送（HBC）≪地上波、TBS系列・北海道ローカル[注 2]》
- RKB毎日放送 ≪地上波、TBS系列・福岡県ローカル。制作協力：HBC[注 3]≫
  - 放送時間：18:15 - 21:54[14]
- NHK BS1
  - 放送時間：18:00 - 21:30（試合終了まで放送）
- GAORA ≪有料CS≫
  - 放送時間：17:50 - 22:15（再放送：22:15 - 翌2:30）[15]

第2戦
- NHK総合 ≪地上波、北海道・九州（大分局を除く）・沖縄地区の各放送局で中継≫
  - 放送時間：18:00 - 22:00（試合終了まで放送）※18:00 - 19:30及び20:45以降はマルチチャンネルを実施し、サブチャンネル（012chまたは032ch、放送局ごとにいずれか）にて放送[16]
- NHK BS1
  - 放送時間：18:00 - 21:30（試合終了まで放送）
- GAORA ≪有料CS≫
  - 放送時間：17:50 - 22:15（再放送：22:15 - 翌2:30）[15]

第3戦
- 北海道文化放送（UHB）≪地上波、フジテレビ系列・北海道ローカル≫
  - 放送時間：19:00 - 21:00[注 4][17]
- テレビ西日本（TNC）≪地上波、フジテレビ系列・福岡県ローカル。制作協力：UHB≫
  - 放送時間：19:00 - 21:00[注 5]
- BS朝日
  - 放送時間：18:00 - 20:54（試合終了まで放送）
- GAORA ≪有料CS≫
  - 放送時間：17:50 - 22:15（再放送：22:15 - 翌3:00）[15]

第4戦
- 北海道テレビ（HTB）≪地上波、テレビ朝日系列・北海道ローカル[注 6]≫
  - 放送時間：13:55 - 16:30[18]
- 九州朝日放送（KBC）≪地上波、テレビ朝日系列・福岡県ローカル。制作協力：HTB[注 7]≫
  - 放送時間：13:55 - 16:30[19]
- BS朝日
  - 放送時間：14:00 - 16:30（試合終了まで放送）
- GAORA ≪有料CS≫
  - 放送時間：13:30 - 17:28（再放送：翌6:30 - 11:00）[15]

第5戦
- 札幌テレビ（STV）≪地上波、日本テレビ系列・北海道ローカル≫
  - 放送時間：13:35 - 16:55（最大延長17:30）[20]
- 福岡放送（FBS）≪地上波、日本テレビ系列・福岡県ローカル≫
  - 放送時間：14:00 - 16:55[注 8]
- NHK BS1
  - 放送時間：14:00 - 17:30（試合終了まで放送）[20]
- GAORA ≪有料CS≫
  - 放送時間：13:30 - 17:20（再放送：翌6:00 - 11:00）[15]

※なお、第6戦が行われた場合には以下の各局で放送予定であった。
- 札幌テレビ（STV）≪地上波、日本テレビ系列・北海道ローカル≫
- 福岡放送（FBS）≪地上波、日本テレビ系列・福岡県ローカル≫
- NHK BS1

### ラジオ放送
前大会まで放送していた文化放送は、ナイターオフ夜間ならびに週末昼のワイド番組を優先するため、埼玉西武ライオンズ不出場時のクライマックス・パは一切中継されなくなった（同じ在京球団であるロッテが出場しても中継しない）一方、現地NRN担当局の中継が文化放送へネットされない場合、当該中継はニッポン放送のセ・リーグ（クライマックス・セ）中継の予備カードとして組み込まれる場合がある（2016年はファイナル第2戦で『広島 vs DeNA』（ニッポン放送制作）の終了後にSTVラジオ制作の『日本ハム vs ソフトバンク』をネット受け）。
TBSラジオは、本番カードとしては編成しなかったが、ファイナルステージ第1-3戦（HBCラジオ制作中継のネット受け）で予備カードとしての編成を実施した。第6戦が行われていた場合はクライマックス・セ決着済みのため、関東ローカル向けに自社制作で中継する予定であった。
ニッポン放送は、クライマックス・セをメインカードとして中継。そのため第5戦までは、クライマックス・セ早終了ならびに中止時の予備（STVラジオ制作中継のネット受け）にとどめ、同試合そのものが非実施の場合の予備としては採用しなかった（第4戦はJリーグルヴァンカップ決勝戦を予備カードとし、それ以外の日は通常編成への復帰とした）。第6戦が行われていた場合はクライマックス・セ決着済みのため、関東ローカル向けに自社制作で中継する予定であった。
関西地区ではクライマックスシリーズの場合、セ・リーグ（ABC-TBS-JRN・MBS-LF-NRN）とパ・リーグ（ABC裏送り-NRN、MBS-JRN）でネットワークが入れ替わるため、ニッポン放送から『広島 vs DeNA』をネット受けしたMBSラジオは、終了後に『日本ハム vs ソフトバンク』をHBCからネット受けした。

#### 1stステージ放送日程
福岡県では、RKBラジオとKBCラジオが福岡県ローカルで中継を行った。また、NHKラジオ第1放送（福岡局）が九州・沖縄ブロック向けに中継を行った。
千葉県では、第1戦のみNHK-FM放送（千葉局）が千葉県域向けに、前述の福岡局の中継を同時ネットした。第2戦と第3戦は編成の都合でネットを見送った。

#### ファイナルステージ放送日程
北海道では、HBCラジオとSTVラジオが北海道ローカルで中継を行った。ただし、STVラジオは10月15日の第4戦及び16日の第5戦についてはワイド番組（15日：『ウイークエンドバラエティ 日高晤郎ショー』、16日：『喜瀬と通夫の日曜楽楽生ワイド』）の放送を優先するため中継しなかった。また、NHKラジオ第1放送（札幌局）は、第4戦まで北海道ローカルで中継し、クライマックス・セ決着後の第5戦は全国向けに中継した。
福岡県では、札幌ドームに乗り込んで、RKBラジオとKBCラジオが福岡県ローカルで中継を行った。一方、NHKラジオ第1放送（福岡局）は15日までネット受けも含めたローカル差し替えを行わず、通常番組ならびにクライマックス・セをそのまま放送し、全国放送となった第5戦のみネット受けした。